# Costanzo di Capri
Costanzo (VII secolo – Capri, VII secolo) è stato un vescovo italiano, considerato l'evangelizzatore di alcune regioni del Meridione d'Italia; venerato come santo dalla Chiesa cattolica, è patrono di Capri.

## Agiografia
Sulla vita di Costanzo esistono notizie molto frammentate: alcuni storici ritengono che sia potuto essere il patriarca Costantino I, il quale viene venerato dalla chiesa greca il 9 agosto.
Con sicurezza si è a conoscenza che svolse un'azione di evangelizzazione contro gli eretici nel sud della penisola italiana, arrivando fino a Capri: la sua opera sull'isola fu tale che a seguito della sua morte gli abitanti gli dedicarono la chiesa di San Costanzo, la quale per diversi secoli fu anche cattedrale della diocesi di Capri.

## Culto
La Chiesa cattolica lo commemora il 14 maggio, ma il Santo non è registrato nel Martirologio Romano.
Le reliquie del santo sono in parte conservate nella chiesa di Santo Stefano a Capri ed altre nella cripta di San Guglielmo al santuario di Montevergine.